# Natalia Duco
Natalia Duco Soler (* 31. Januar 1989 in San Felipe) ist eine chilenische Leichtathletin, die sich auf das Kugelstoßen spezialisiert hat. Mit zwei Siegen bei Südamerikameisterschaften sowie vier Titeln bei Südamerikaspielen zählt sie zu den erfolgreichsten Leichtathletinnen ihres Landes.

## Sportliche Laufbahn
Erste Erfahrungen bei internationalen Meisterschaften sammelte Natalia Duco im Jahr 2004, als sie bei den Jugendsüdamerikameisterschaften in Guayaquil mit einer Weite von 12,64 m die Silbermedaille im Kugelstoßen gewann. Im Jahr darauf belegte sie bei den Jugendweltmeisterschaften in Marrakesch mit 14,44 m den vierten Platz und gelangte dann bei den Panamerikanischen Juniorenmeisterschaften in Windsor mit 13,79 m auf Rang sieben, ehe sie bei den Juniorensüdamerikameisterschaften in Rosario mit 13,57 m Vierte wurde. 2006 erreichte sie bei den Juniorenweltmeisterschaften in Peking mit 14,38 m Rang zwölf und anschließend siegte sie mit 15,67 m bei den Jugendsüdamerikameisterschaften in Caracas im Kugelstoßen sowie mit 39,31 m auch im Diskuswurf. Daraufhin siegte sie mit 16,36 m bei den U23-Südamerikameisterschaften, die im Zuge der Südamerikaspiel in Buenos Aires stattfanden, im Kugelstoßen. Im Jahr darauf gewann sie bei den Südamerikameisterschaften in São Paulo mit einem Stoß auf 16,20 m die Bronzemedaille hinter der Brasilianerin Elisângela Adriano und Luz Dary Castro aus Venezuela. Anschließend siegte sie mit 16,67 m bei den Juniorensüdamerikameisterschaften ebendort und daraufhin mit 16,40 m bei den Panamerikanischen Juniorenmeisterschaften. Ende Juli startete sie bei den Panamerikanischen Spielen in Rio de Janeiro und belegte dort mit 16,92 m den siebten Platz. 2008 siegte sie bei den Ibero-Amerikanischen Meisterschaften im heimischen Iquique mit neuem Landesrekord von 18,65 m und siegte anschließend mit 17,23 m bei den Juniorenweltmeisterschaften in Bydgoszcz. Im August nahm sie erstmals an den Olympischen Sommerspielen in Peking teil und schied dort mit 17,40 m in der Qualifikationsrunde aus. Anschließend siegte sie bei den U23-Südamerikameisterschaften in Lima mit einer Weite von 17,44 m.
2009 siegte sie bei den Südamerikameisterschaften in Lima mit einem Stoß auf 17,73 m und anschließend verpasste sie bei den Weltmeisterschaften in Berlin mit 17,61 m den Finaleinzug. Im Jahr darauf siegte sie mit 17,71 m erneut bei den U23-Südamerikameisterschaften, die im Zuge der Südamerikaspiele in Medellín stattfanden. Anschließend sicherte sie sich bei den Ibero-Amerikanischen Meisterschaften in San Fernando mit 17,10 m die Silbermedaille hinter der Kubanerin Misleydis González. 2011 verteidigte sie bei den Südamerikameisterschaften in Buenos Aires mit 17,15 m ihren Titel und Ende August schied sie bei den Weltmeisterschaften in Daegu mit 17,42 m in der Qualifikationsrunde aus. Daraufhin wurde sie bei den Panamerikanischen Spielen in Guadalajara mit 17,56 m Fünfte. Im Jahr darauf gewann sie bei den Ibero-Amerikanischen Meisterschaften in Barquisimeto mit 18,46 m die Silbermedaille hinter der Brasilianerin Geisa Arcanjo und anschließend nahm sie erneut an den Olympischen Sommerspielen in London teil und klassierte sich dort mit neuem Landesrekord von 18,80 m im Finale auf dem achten Platz.
2013 wurde sie bei den Bislett Games in Oslo mit 18,00 m Dritte und anschließend gewann sie bei der Sommer-Universiade in Kasan mit 17,96 m die Bronzemedaille hinter der Russin Irina Tarassowa und Liu Xiangrong aus China. Im August belegte sie bei den Weltmeisterschaften in Moskau mit 18,02 m im Finale den zehnten Platz. Im Jahr darauf schied sie bei den Hallenweltmeisterschaften in Sopot mit neuem Hallenrekord von 17,24 m in der Vorrunde aus und siegte kurz darauf mit 18,07 m bei den Südamerikaspielen in Santiago de Chile. Im August siegte sie bei den Ibero-Amerikanischen Meisterschaften in São Paulo mit einer Weite von 17,53 m und anschließend gewann sie beim Panamerikanischen Sportfestival in Mexiko-Stadt mit 17,88 m die Silbermedaille hinter der Kubanerin Yaniuvis López. 2015 sicherte sie sich bei den Südamerikameisterschaften in Lima mit 17,56 m die Silbermedaille hinter der Brasilianerin Geisa Arcanjo und anschließend gewann sie bei den Panamerikanischen Spielen in Toronto mit 18,01 m die Bronzemedaille hinter Cleopatra Borel aus Trinidad und Tobago und der US-Amerikanerin Jillian Camarena-Williams. Daraufhin gelangte sie bei den Weltmeisterschaften in Peking mit 17,98 m im Finale auf Rang neun. Im Jahr darauf gewann sie bei den Ibero-Amerikanischen Meisterschaften in Rio de Janeiro mit 17,45 m die Bronzemedaille hinter der Venezolanerin Ahymará Espinoza und Geisa Arcanjo aus Brasilien. Anschließend startete sie zum dritten Mal bei den Olympischen Sommerspielen ebendort und belegte dort mit 18,07 m im Finale den zehnten Platz.
2017 schied sie bei den Weltmeisterschaften in London mit 17,66 m in der Qualifikationsrunde aus und anschließend belegte sie bei der Sommer-Universiade in Taipeh mit 17,73 m den vierten Platz. Zudem siegte sie im November mit 17,99 m bei den Juegos Bolivarianos in Santa Marta. Im Jahr darauf siegte sie ursprünglich zum vierten Mal in Folge bei den Südamerikaspielen in Cochabamba. Im Februar 2019 wurde sie allerdings mit Wirkung vom April 2018 für drei Jahre wegen Dopings gesperrt. In der Folge erklärte der Südamerikanische Sportverband im März 2019 Ducos Sieg bei den Südamerikaspielen für ungültig und entzog ihr die Goldmedaille. Ihre früheren Titel und Rekorde behielten dagegen Bestand. Duco strebte zunächst eine Aufhebung ihrer Sperre durch den Internationalen Sportgerichtshof an, ihre Verteidigung zog die eingereichte Klage jedoch im Juni 2019 zurück. Nach Ablauf ihrer Sperre gewann sie 2022 mit 16,75 m die Silbermedaille bei den Juegos Bolivarianos in Valledupar hinter der Dominikanerin Rosa Santana und siegte anschließend mit 17,08 m bei den Südamerikaspielen in Asunción.
2023 gewann sie bei den Südamerikameisterschaften in São Paulo mit 16,93 m die Bronzemedaille hinter ihrer Landsfrau Ivana Gallardo und Lívia Avancini aus Brasilien. Anschließend gelangte sie bei den Panamerikanischen Spielen in Santiago de Chile mit 16,58 m auf den siebten Platz. Im Jahr darauf gewann sie bei den Hallensüdamerikameisterschaften in Cochabamba mit 16,63 m die Silbermedaille hinter ihrer Landsfrau Gallardo. Im Mai belegte sie bei den Ibero-Amerikanischen Meisterschaften in Cuiabá mit 16,74 m den vierten Platz, ehe sie im August bei den Olympischen Sommerspielen in Paris mit 16,11 m den Finaleinzug verpasste.
In den Jahren 2005 und 2006 wurde Duco chilenische Meisterin im Kugelstoßen.

## Persönliche Bestleistungen
- Kugelstoßen: 18,80 m, 6. August 2012 in London (chilenischer Rekord)